# 上総楊枝
上総楊枝（かずさようじ）とは、千葉県君津市周辺で製造される飾り楊枝。

## 概要
クロモジを原材料としており、菓子等の食材を切り分けるための食器として用いられる。持ち手となる部分に飾りを施しているのが特徴。
君津市の久留里地域で製造されてきたことから、久留里城の別名である雨城の名前を冠して雨城楊枝とも言われる。

## 歴史
江戸時代末期の久留里城主が藩士に楊枝の製造を奨励したと伝えられており、廃藩後も俸禄を失った士族が収入を得るために製造が続いた。当初は現在のような飾り楊枝ではなく、市場でも並品と評価されていた。
その後、工芸品的要素が強まり、大正期には上総楊枝として一般に知られるようになった。楊枝の中でも高級品として扱われ、東京の料亭を主な出荷先としていた。
昭和59年（1984年）、千葉県が楊枝製造者の一人である森光慶（故人）を伝統的工芸品製作者に指定。
平成29年（2017年）現在、9人の楊枝製造者が千葉県から伝統的工芸品製作者に指定されている。

## 参考資料
- 清野文男「手仕事の匠たち 千葉職人紀行」（崙書房出版）